# Marathon aux Jeux olympiques d'été de 1964
Navigation
Rome 1960 Mexico 1968
L'épreuve du marathon aux Jeux olympiques de 1964 s'est déroulée le 21 octobre 1964 au Stade olympique national de Tokyo, au Japon. Elle est remportée par l’Éthiopien Abebe Bikila.

## Résultats

### Finale
| Rang               | Athlète                       | Temps             |
| ------------------ | ----------------------------- | ----------------- |
| Médaille d'or      | Abebe Bikila (ETH)            | 2 h 12 min 11 s 2 |
| Médaille d'argent  | Basil Heatley (GBR)           | 2 h 16 min 19 s 2 |
| Médaille de bronze | Kōkichi Tsuburaya (JPN)       | 2 h 16 min 22 s 8 |
| 4                  | Brian Kilby (GBR)             | 2 h 17 min 02 s 4 |
| 5                  | József Sütő (HUN)             | 2 h 17 min 55 s 8 |
| 6                  | Leonard Edelen (USA)          | 2 h 18 min 12 s 4 |
| 7                  | Aurèle Vandendriessche (BEL)  | 2 h 18 min 42 s 6 |
| 8                  | Kenji Kimihara (JPN)          | 2 h 19 min 49 s 0 |
| 9                  | Ron Clarke (AUS)              | 2 h 20 min 26 s 8 |
| 10                 | Demisse Wolde (ETH)           | 2 h 21 min 25 s 2 |
| 11                 | Lee Sang-hun (KOR)            | 2 h 22 min 02 s 8 |
| 12                 | Bakir Ben Aïssa (MAR)         | 2 h 22 min 27 s 0 |
| 13                 | Eino Oksanen (FIN)            | 2 h 22 min 36 s 0 |
| 14                 | Billy Mills (USA)             | 2 h 22 min 55 s 4 |
| 15                 | Toru Terasawa (JPN)           | 2 h 23 min 09 s 0 |
| 16                 | Kim Yun-bum (KOR)             | 2 h 24 min 40 s 6 |
| 17                 | Giorgio Jegher (ITA)          | 2 h 24 min 45 s 2 |
| 18                 | Václav Chudomel (TCH)         | 2 h 24 min 46 s 8 |
| 19                 | Ron Hill (GBR)                | 2 h 25 min 34 s 4 |
| 20                 | Paavo Pystynen (FIN)          | 2 h 26 min 00 s 6 |
| 21                 | Fidel Negrete (MEX)           | 2 h 26 min 07 s 0 |
| 22                 | Nikolay Tikhomirov (URS)      | 2 h 26 min 07 s 4 |
| 23                 | Pete McArdle (USA)            | 2 h 26 min 24 s 4 |
| 24                 | Heinrich Hagen (EUA)          | 2 h 26 min 39 s 8 |
| 25                 | Pavel Kantorek (TCH)          | 2 h 26 min 47 s 2 |
| 26                 | Nikolay Abramov (URS)         | 2 h 27 min 09 s 4 |
| 27                 | Ray Puckett (NZL)             | 2 h 27 min 34 s 0 |
| 28                 | Eino Valle (FIN)              | 2 h 27 min 34 s 8 |
| 29                 | Jeff Julian (NZL)             | 2 h 27 min 57 s 6 |
| 30                 | Ricardo Vidal (CHI)           | 2 h 28 min 01 s 6 |
| 31                 | Robert Vagg (AUS)             | 2 h 28 min 41 s 0 |
| 32                 | Guido Vögele (SUI)            | 2 h 29 min 17 s 8 |
| 33                 | Balkrishan Akotkar (IND)      | 2 h 29 min 27 s 4 |
| 34                 | Jean Aniset (LUX)             | 2 h 29 min 52 s 6 |
| 35                 | Thin Sumbwegam (MYA)          | 2 h 30 min 35 s 8 |
| 36                 | Constantin Grecescu (ROU)     | 2 h 30 min 42 s 6 |
| 37                 | Janos Pinter (HUN)            | 2 h 30 min 50 s 2 |
| 38                 | Gerhard Hönicke (EUA)         | 2 h 33 min 23 s 0 |
| 39                 | Manfred Naumann (EUA)         | 2 h 33 min 42 s 0 |
| 40                 | Antonio Ambu (ITA)            | 2 h 34 min 37 s 6 |
| 41                 | Oskar Leupi (SUI)             | 2 h 35 min 05 s 4 |
| 42                 | Ivan Keats (NZL)              | 2 h 36 min 16 s 8 |
| 43                 | Harbans Lal (IND)             | 2 h 37 min 05 s 8 |
| 44                 | Armando Aldegalega (POR)      | 2 h 38 min 02 s 2 |
| 45                 | Chrisantus Nyakwayo (KEN)     | 2 h 38 min 38 s 6 |
| 46                 | Constantino Kapambwe (NRH)    | 2 h 39 min 28 s 4 |
| 47                 | Omari Abdallah (TAN)          | 2 h 40 min 06 s 0 |
| 48                 | Muhammad Youssef (PAK)        | 2 h 40 min 46 s 0 |
| 49                 | Naftali Temu (KEN)            | 2 h 40 min 46 s 6 |
| 50                 | Ju Hyeong-gyeol (KOR)         | 2 h 41 min 08 s 2 |
| 51                 | Mathias Kanda (RHO)           | 2 h 41 min 09 s 0 |
| 52                 | Anthony Cook (AUS)            | 2 h 42 min 03 s 6 |
| 53                 | Víctor Peralta (MEX)          | 2 h 44 min 23 s 6 |
| 54                 | Trevor Haynes (NRH)           | 2 h 45 min 08 s 6 |
| 55                 | Abraham Fornés (PUR)          | 2 h 46 min 22 s 6 |
| 56                 | Robson Mrombe (RHO)           | 2 h 49 min 30 s 8 |
| 57                 | Laurent Chifita (NRH)         | 2 h 51 min 52 s 2 |
| 58                 | Chanom Sirirangsri (THA)      | 2 h 59 min 25 s 6 |
|                    | Ganga Bahadur Thapa (NEP)     | DNF               |
|                    | Bhupendra Silwal (NEP)        | DNF               |
|                    | Jim Hogan (IRL)               | DNF               |
|                    | Viktor Baykov (URS)           | DNF               |
|                    | Mohamed Hadheb Hannachi (TUN) | DNF               |
|                    | Andrew Soi (KEN)              | DNF               |
|                    | Osvaldo Roberto Suarez (ARG)  | DNF               |
|                    | Mamo Wolde (ETH)              | DNF               |
|                    | Hedhili Ben Boubaker (TUN)    | DNF               |
|                    | Nguyễn Văn Lý (VIE)           | DNF               |
|                    | Jean Louis Brougier (FRA)     | DNS               |
|                    | Dumitru Chitoban (ROU)        | DNS               |
|                    | Suliman Fighi Hassan (LBA)    | DNS               |
|                    | Mohammed Gammoudi (TUN)       | DNS               |
|                    | Alberto Garabito (BOL)        | DNS               |
|                    | Bruce Kidd (CAN)              | DNS               |
|                    | Lajos Mecser (HUN)            | DNS               |
|                    | Alejo Montano (BOL)           | DNS               |
|                    | Jean Randrianjatovo (MAD)     | DNS               |
|                    | Ryoo Man-hyung (PRK)          | DNS               |

## Légende
Records et Performances
- AR : Record continental (area record)
- CR : Record des championnats (championship record)
- MR : Record du meeting (meet record)
- NR : Record national (national record)
- OR : Record olympique (olympic record)
- PR : Record paralympique (paralympic record)
- PB : Record personnel (personal best)
- SB : Meilleure performance personnelle de la saison (season's best)
- WL : Meilleure performance mondiale de l'année (world leader)
- WJR : Record du monde junior (world junior record)
- WR : Record du monde (world record)

Circonstances et Conditions
- DNF : N'a pas terminé (did not finish)
- DNS : N'a pas pris le départ (did not start)
- DQ : Disqualification (disqualification)
- NM : Aucun essai valable enregistré (No Mark)
- Q : Qualifié « directement » au prochain tour (ou à la prochaine compétition), lors d'une compétition majeure, grâce au classement ou à la réalisation des minima (automatic qualifier)
- q : Qualifié au prochain tour (ou à la prochaine compétition), lors d'une compétition majeure, grâce au repêchage ou à la réalisation de l'une des meilleures performances parmi celles des « non qualifiés directement » (grâce au meilleur temps ou à la meilleure distance par exemple) (secondary qualifier)